# Малий Листвен
Ма́лий Листвен — село в Україні, у Ріпкинській селищній громаді Чернігівського району Чернігівської області. Населення становить 299 осіб. До 2020 орган місцевого самоврядування — Малолиственська сільська рада. Малолиственській сільській раді було підпорядковане село Бихольцохівка.

## Історія
Назва Листвен походить від готського laistjan (йти слідом, наслідувати, успадковувати). У 1024 році поблизу відбулася Лиственська битва між військами князів Ярослава і Мстислава.
2 січня 1822 року в Малому Листвені, у маєтку, який належав давньому старшинсько-дворянському роду Дуніних-Борковських народився Петро Дмитрович Дунін-Борковський — представник української гілки цього відомого шляхетного роду, чоловік художниці Глафіри Псьол.
У повісті Т. Шевченка «Прогулянка з задоволенням і не без моралі» знаходимо підтвердження факту перебування автора в Малому Листвені, коли Шевченко гостював у Петра Дмитровича, можливо, тоді він і написав його портрет, що знаходиться з 1928 р. у Національному музеї Т. Шевченка.
12 червня 2020 року, відповідно до розпорядження Кабінету Міністрів України № 730-р «Про визначення адміністративних центрів та затвердження територій територіальних громад Чернігівської області», увійшло до складу Ріпкинської селищної громади.
19 липня 2020 року, в результаті адміністративно - територіальної реформи та ліквідації Ріпкинського району, село увійшло до складу Чернігівського району Чернігівської області.

## Населення

### Мова
Розподіл населення за рідною мовою за даними перепису 2001 року:
| Мова       | Кількість | Відсоток |
| ---------- | --------- | -------- |
| українська | 292       | 97.66%   |
| російська  | 6         | 2.01%    |
| румунська  | 1         | 0.33%    |
| Усього     | 299       | 100%     |

## Господарство
Функціонує ТОВ «ЗОРЯ» Вид діяльності: вирощування зернових та технічних культур.